# Губачево (Ярославская область)
Губачево — деревня в Угличском районе Ярославской области России, входит в состав Ильинского сельского поселения.

## География
Расположено на берегу речки Дериножка в 15 км на восток от центра поселения села Ильинского и в 41 км на юго-восток от города Углича.

## История
Каменная церковь в селе с колокольней построена в 1809 году на средства прихожан. Престолов в ней было три: в теплой на правой стороне — во имя св. Василия Великого, на левой стороне — во имя св. и чудотв. Николая, освящен в 1866 году, и в настоящей — во имя Святой Троицы, освященный в 1817 году.
В конце XIX — начале XX село входило в состав Кондаковской волости Угличского уезда Ярославской губернии.
С 1929 года село являлось центром Губачевского сельсовета Угличского района, в 1944—1959 годах — в составе Ильинского района, с 1954 года — в составе Воскресенского сельсовета, с 1959 года — в составе Ильинского сельсовета, с 2005 года — в составе Ильинского сельского поселения.

## Население
| 1859 | 1914 | 2007 | 2010 |
| ---- | ---- | ---- | ---- |
| 270  | ↗382 | ↘2   | ↘0   |

### Известные жители
- Василий (1872—1940) — епископ Каргопольский; деятель иосифлянского движения.
- Смирнов, Василий Иванович (1841—1922) — художник.

## Достопримечательности
В деревне расположена недействующая Церковь Троицы Живоначальной (1809).